# Blanca (serie de televisión)
Blanca es una serie de televisión italiana de drama procedimental basada libremente en la saga de novelas Blanca de Patrizia Rinaldi, y protagonizada por Maria Chiara Giannetta. Fue producida pro Lux Vide y Rai Fiction para la Rai 1. Se estrenó en Italia el 22 de noviembre de 2021.
El 8 de diciembre de 2021, el productor de la serie, Luca Bernabei, confirmó que la serie había sido renovada por una segunda temporada. La segunda temporada se estrenó a finales de 2023.

## Trama
Blanca Ferrando (Maria Chiara Giannetta) es una joven que se quedó ciega de niña. A pesar de esa dificultad, consigue entrar en el cuerpo de policía y llega a ser una experta en la decodificación de archivos de audio.

## Reparto

### Reparto principal
- Maria Chiara Giannetta como Blanca Ferrando
- Giuseppe Zeno como Michele Liguori
- Enzo Paci como Mauro Bacigalipo
- Pierpaolo Spollon como Nanni Busalla / Sebastiano Russo
- Antonio Zavatteri como Alberto Repetto
- Gualtiero Burzi como Nello Carità
- Federica Cacciola como Stella
- Sara Ciocca como Lucia Ottonello
- Ugo Dighero como Leone Ferrando

### Reparto recurrente
- Margareth Madè como Margherita
- Fiorenza Pieri como Marinella Fabbri
- Claudia Stecher como Arianna Gandini
- Isabella Mottinelli como Beatrice "Bea" Ferrando
- Filippo Dini como Carmine Russo
- Simone Fumagalli como Sebastiano Russo adolescente
- Fiona como Linneo[4]

## Capítulos
| N.º | Título                             | Dirigido por        | Escrito por                                                                                    | Fecha de emisión original | Audiencia (millones) |
| --- | ---------------------------------- | ------------------- | ---------------------------------------------------------------------------------------------- | ------------------------- | -------------------- |
| 1   | «Senza occhi» «Sin ojos»           | Jan Maria Michelini | Argumento: Mario Ruggeri Guión: Mario Ruggeri y Francesco Arlanch                              | 22 de noviembre de 2021   | 5.672.000 (26%)      |
| 2   | «Fantasmi» «Fantasmas»             | Jan Maria Michelini | Argumento: Lea Tafuri y Francesco Arlanch Guión: Francesco Arlanch                             | 29 de noviembre de 2021   | 5.377.000 (24,1%)    |
| 3   | «Io ballo da sola» «Yo bailo sola» | Jan Maria Michelini | Francesco Arlanch                                                                              | 6 de diciembre de 2021    | 5.235.000 (24,2%)    |
| 4   | «Blu profondo» «Azul profundo»     | Giacomo Martelli    | Argumento: Luisa Cotta Ramosino Guión: Luisa Cotta Ramosino, Francesco Arlanch y Mario Ruggeri | 13 de diciembre de 2021   | 5.431.000 (24,9%)    |
| 5   | «Macchie»                          | Giacomo Martelli    | Argumento: Lea Tafuri y Francesco Arlanch Guión: Francesco Arlanch                             | 20 de diciembre de 2021   | 5.512.000 (26%)      |
| 6   | «Tornando a casa»                  | Giacomo Martelli    | Mario Ruggeri                                                                                  | 27 de diciembre de 2021   | 5.836.000 (27,9%)    |

## Producción
El rodaje de Blanca tuvo lugar principalmente en Liguria, principalmente en las localidades de Génova, Camogli, Rapallo, Arenzano, Bogliasco y Cogoleto. Otras localidades de rodaje incluyen Monte Argentario (en Toscana) y Formello (en Lacio). Es la primera serie del mundo en ser rodada íntegramente en holofonía, contando con el asesoramiento de Andrea Bocelli.
Para poder interpretar a Blanca Ferrando, Maria Chiara Giannetta contó con la ayuda de cinco tutores ciegos. Fiona, la bulldog americana que interpreta a Linneo, el perro de Blanca, fue adiestrada por Carolina Basile y su colaborador, Maikol Camilli.
La serie se presentó a los medios el 18 de noviembre de 2021.
El 8 de diciembre de 2021, el productor de la serie, Luca Bernabei, confirmó que la serie había sido renovada por una segunda temporada.

## Lanzamiento
Blanca se proyectó por primera vez al público en el Festival Internacional de Cine de Venecia el 6 de septiembre de 2021, y finalmente se estrenó en la cadena italiana Rai 1 el 22 de noviembre de 2021. En enero de 2022, la serie ingresó en el catálogo de Netflix, con los capítulos divididos en dos partes.
El 4 de agosto de 2022, la cadena española Telecinco estrenó la serie en España. Sin embargo, el 30 de agosto se anunció que, debido a sus bajos datos de audiencia, la serie sería retirada de la parrilla de la cadena antes de tiempo, después de haber emitido los primeros cuatro capítulos.